# Gilo
Gīlo är ett vattendrag i Etiopien.   Det ligger i regionen Gambela Hizboch, i den västra delen av landet, 600 km väster om huvudstaden Addis Abeba.